# Glyphocrangon sculpta
Glyphocrangon sculpta är en kräftdjursart som först beskrevs av Sidney Irving Smith 1882.  Glyphocrangon sculpta ingår i släktet Glyphocrangon och familjen Glyphocrangonidae. Inga underarter finns listade i Catalogue of Life.